# Менара Куала-Лумпур
«Менара Куала-Лумпур» (малайск. Menara Kuala Lumpur, распространено Menara KL) — официальное название куала-лумпурской телебашни. Строительство башни высотой 421 метр продолжалось 5 лет. Среди телекоммуникационных зданий «Менара Куала-Лумпур» занимает 7 место, уступая башням Небесному дереву Токио (Япония) 634 м, Телебашне Гуанчжоу (Китай) 610 м, Си-Эн Тауэр в Торонто (Канада) 553 м, Останкинской телебашне в Москве (Россия) 540 м, Жемчужине Востока в Шанхае (Китай) 468 м, Бордже Милад в Тегеране (Иран) 435 м. За оригинальную подсветку Menara KL получила неофициальное имя «Сад света». В самом городе является вторым по высоте сооружением, на 31 метр уступая небоскрёбу Петронас-тауэр.

## История
Строительство башни продолжалось с 4 октября 1991 года до мая 1996-го. Хронологию строительства можно разделить на 4 фазы:
- первая фаза 4 октября 1991 года — 15 августа 1992 года: расширение строительной площадки и рытьё котлована под фундамент.
- вторая фаза 6 июля 1992 года — 15 апреля 1993 года: строительство фундамента и подвала башни. В течение 31 часа непрерывным потоком шла заливка 50 000 кубических метров бетона, что явилось рекордом в строительной индустрии Малайзии.
- Третья фаза — строительство суперздания началось в мае 1994 года. Возведение башни началось с постройки ствола, затем верхушки башни и в финале строительство туристических сооружений.

Дизайн туристических сооружений отражает классическую исламскую культуру Малайзии. Например, купол главного лобби, напоминающий гигантский алмаз, исполнен в технике мукарнах и создан иранскими мастерами из Исфахана.
13 сентября 1994 года Премьер-министр Малайзии Махатхир Мохамад совершил церемонию установки антенны и определения окончательной высоты башни − 421 метр.
Менара была официально открыта 1 октября 1996 года. На момент постройки она занимала пятое место в мире по высоте.
Ствол башни состоит из 22 уровней с четырьмя лифтами и лестничными маршами общей протяжённостью 2058 ступеней. В верхней обстройке башни на высоте 276 м находится вращающийся ресторан и смотровая площадка с обзором 360 градусов, а ещё выше — открытая смотровая площадка (доступ на них оплачивается отдельно). Здесь находится новый аттракцион SkyBox — стеклянный куб на высоте смотровой площадки. Кроме этого здесь находятся станции электросвязи и радиовещания. Подъем на скоростном лифте занимает 54 секунды. У подножия Менары находится небольшой тематический парк культуры Малайзии. Антенна используется для телекоммуникационных и вещательных передач.